# Ferrieria echinata
Ferrieria echinata är en spindelart som beskrevs av Albert Tullgren 1901. Ferrieria echinata ingår i släktet Ferrieria och familjen spökspindlar. Inga underarter finns listade i Catalogue of Life.